# Jason Derülo World Tour
Jason Derülo World Tour és una gira mundial de Pop i R & B cantant Jason Derülo. Aquesta és la seva primera gira mundial com a cap de cartell. El recorregut s'atura a Europa, Estats Units, Austràlia i Nova Zelanda. La gira va començar el 19 d'agost de 2010 amb un concert a Londres es van esgotar.

## Llista de cançons

### Premiere
1. "The Sky Is The Limit"
2. "Whatcha Say"
3. "Love Hangover"
4. "Strobelight" 
5. "In My Head" 
6. "Fallen"
7. "Blind"
8. "What If"
9. "Ridin' Solo"
10 "Encore" 

#### Principals
1. "The Sky Is The Limit"
2. "Whatcha Say"
3. "Love Hangover"
4. "Ridin' Solo" (Acoustic)
5. "In My Head" 
6. "Fallen"
7. "Blind"
8. "What If"
9. "When Doves Cry" (Prince Cover)
10. "Ridin' Solo"
11 "Encore" 
Encore
In My Head